# Dave Bonner
Dave Bonner (* 9. Dezember 1942 in Newbury (Berkshire)) ist ein ehemaliger britischer Radrennfahrer und nationaler Meister im Radsport.

## Sportliche Laufbahn
Bonner war im Straßenradsport und im Bahnradsport aktiv. Er begann im Old Portlians CC mit dem Radsport. 1963 gewann er die nationale Meisterschaft im Einzelzeitfahren der Amateure vor Hugh Porter. 1963 war er Dritter der Meisterschaft geworden. Im Bahnradsport wurde er 1963 britischer Titelträger in der Mannschaftsverfolgung und Dritter der Meisterschaft in der Einerverfolgung 1962, als Harry Jackson den Titel gewann. 1963 gewann er auf der Radrennbahn von London mit dem Muratti Gold Cup und The Golden Wheel zwei der damals renommiertesten internationalen Bahnradsportwettbewerbe in Großbritannien. Als Amateur und Profi gewann er eine Reihe britischer Eintagesrennen und Kriterien, sowie Etappen kürzerer Rundfahrten. 1963 startete er mit Harry Jackson und Alan Sturgess bei den UCI-Bahn-Weltmeisterschaften in der Mannschaftsverfolgung.
1964 und 1965 fuhr er als Unabhängiger. 1966 wurde er Berufsfahrer im Radsportteam Condor-Mackeson und blieb bis 1970 als Radprofi aktiv. 1967 wurde er britischer Vize-Meister in der Einerverfolgung der Profis hinter Hugh Porter. 1969 wurde er Vize-Meister im Zweier-Mannschaftsfahren mit Hugh Porter als Partner hinter den Siegern Trevor Bull und Tony Gowland.

## Berufliches
Bonner arbeitete als Drucker bei der Zeitung Daily Mirror und übte den Beruf auch mit einigen Pausen während seiner Profizeit aus. Später zog er nach Südafrika und arbeitete etwa 20 Jahre lang in einer Druckerei und auf einer Yachtwerft. Danach übersiedelte er nach Spanien.